# Paracelsia quadriloba
Paracelsia quadriloba är en kammanetart som beskrevs av Dawydoff 1946. Paracelsia quadriloba ingår i släktet Paracelsia, ordningen Cydippida, klassen Tentaculata, fylumet kammaneter och riket djur. Inga underarter finns listade i Catalogue of Life.